# 斯圖拉迪奧瓦達河

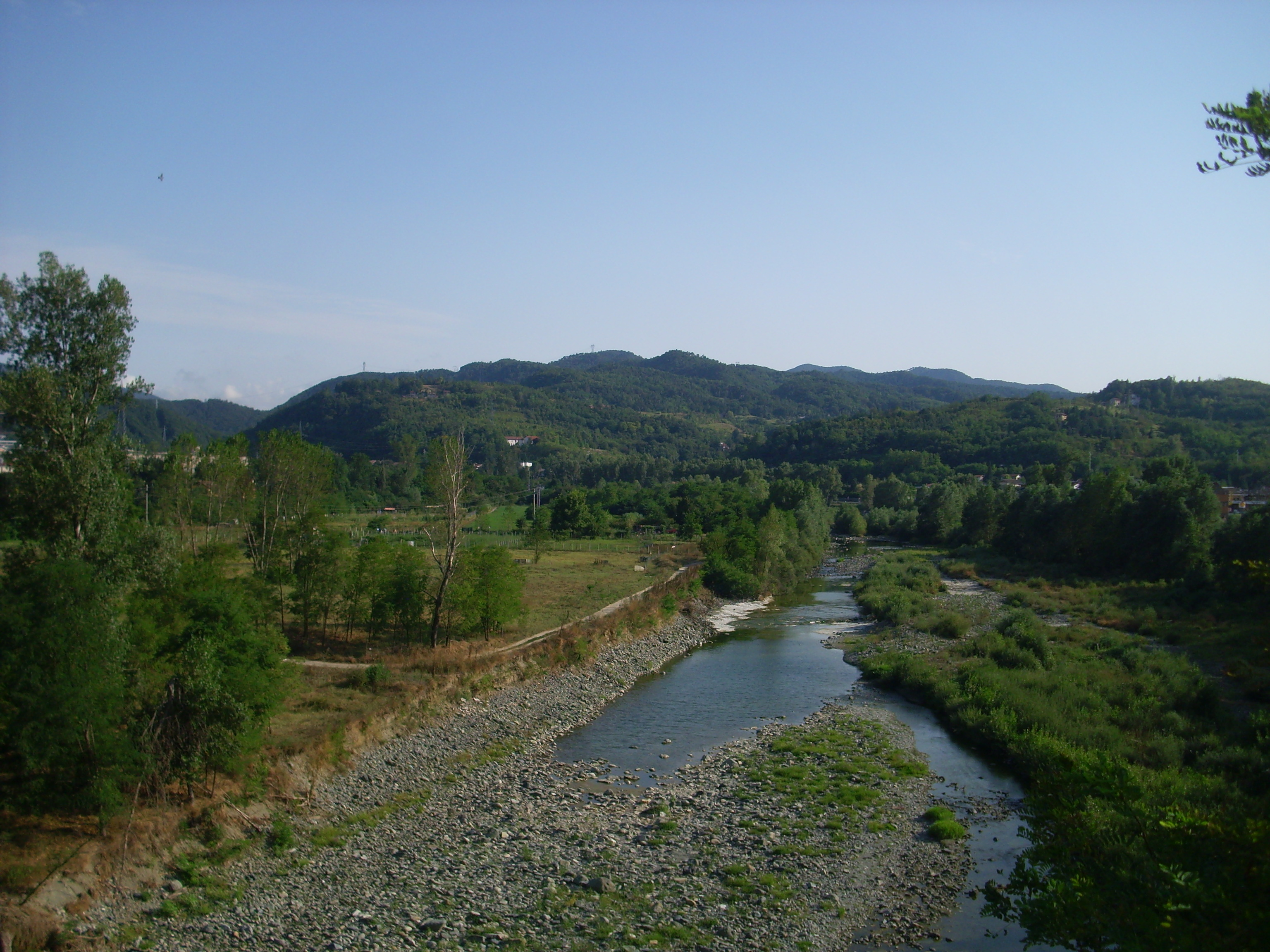

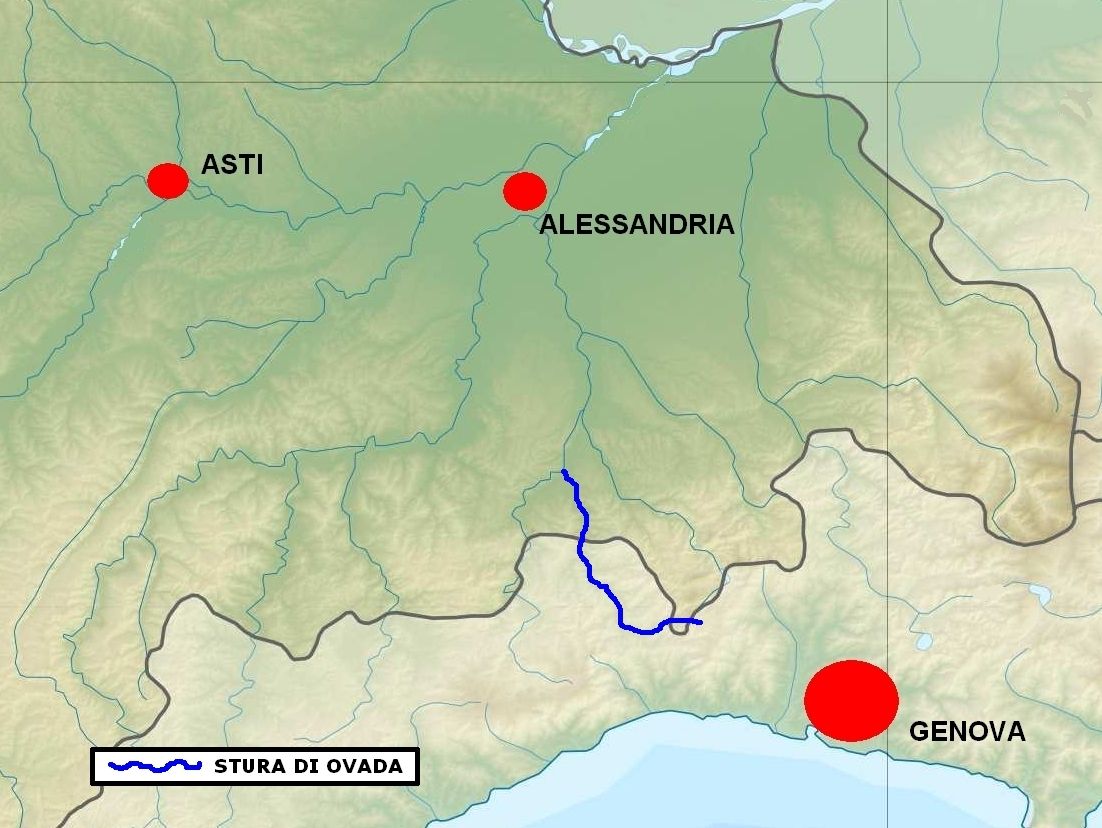

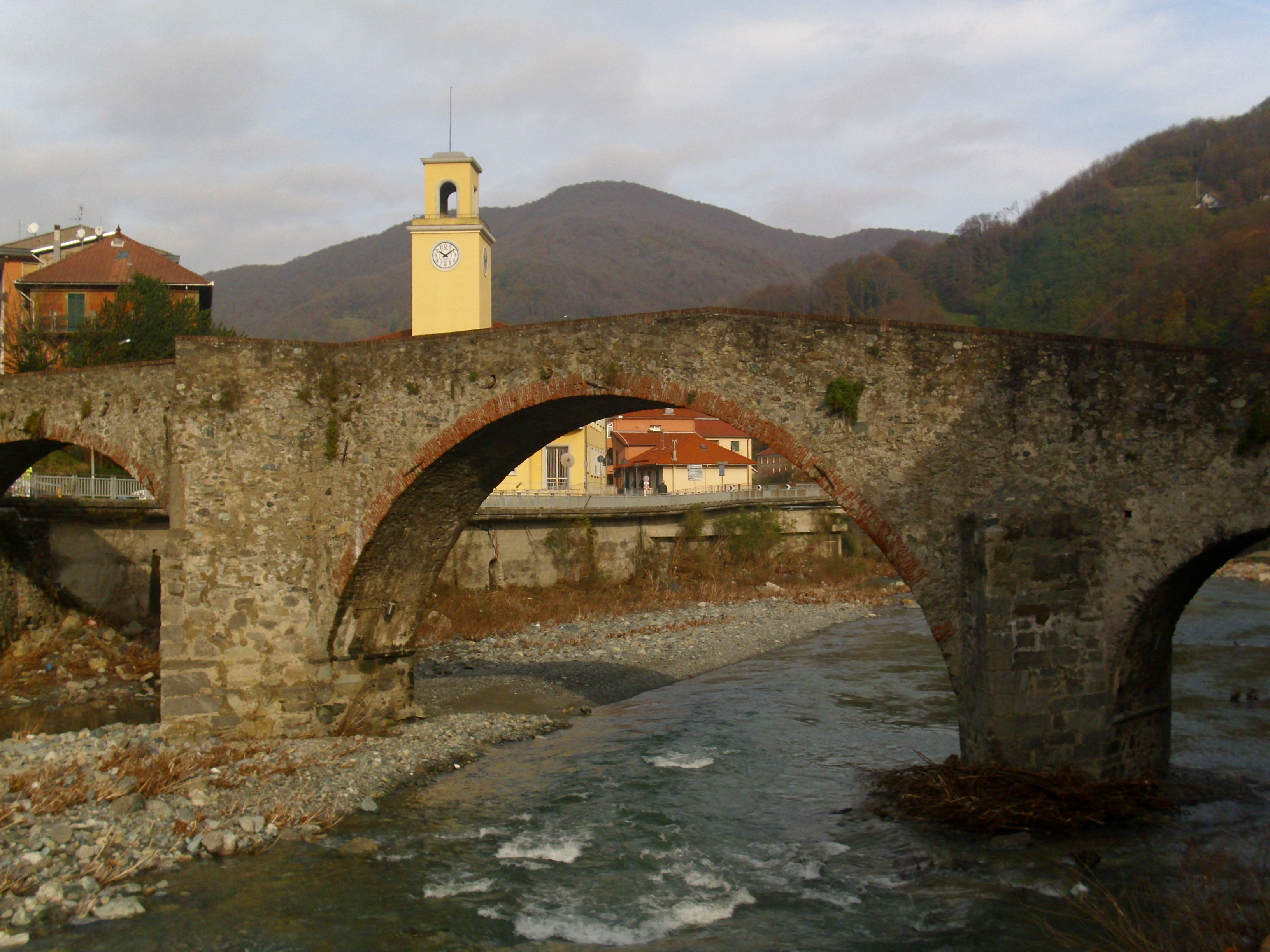

44°38′38″N 8°38′54″E / 44.64389°N 8.64833°E
斯圖拉迪奧瓦達河（義大利語：Stura di Ovada）是意大利的河流，位於該國中北部，流經利古里亞大區和皮埃蒙特大區，屬於奧爾巴河的支流，河道全長33公里，流域面積135平方公里，河口處在奧瓦達附近。